# Ташта (приток Иши)
Ташта (в верховье Шикшак) — река в России, протекает по Майминскому району Республики Алтай и Красногорскому району Алтайского края. Устье реки находится в 40 км от устья Иши по левому берегу. Длина реки составляет 28 км.

## Притоки
- Лиственный
- Осиновка
- Алпатовка
- Ложа

## Данные водного реестра
По данным государственного водного реестра России относится к Верхнеобскому бассейновому округу, водохозяйственный участок реки — Катунь, речной подбассейн реки — Бия и Катунь. Речной бассейн реки — (Верхняя) Обь до впадения Иртыша.